# The Daleks
The Daleks (también conocido como The Mutants y The Dead Planet) es el segundo serial de la serie británica de ciencia ficción Doctor Who, que se emitió en siete episodios semanales entre el 21 de diciembre de 1963 y el 1 de febrero de 1964. Esta historia marca la primera aparición del mayor enemigo del Doctor, los Daleks.

## Argumento
En esta historia se introducen dos líneas argumentales en Doctor Who, el que los circuitos de navegación de la TARDIS no funcionan bien, y la supuesta destrucción de la raza Dalek. Al principio del episodio, en vez de traer a su tripulación de vuelta a la Tierra, la TARDIS aterriza en una jungla petrificada en un planeta llamado Skaro, y el Doctor tiene que intentar localizar su posición mirando las estrellas. El Doctor insiste en explorar una ciudad futurista que ven más allá del bosque, pero no convence a Ian Chesterton y Barbara Wright. Para obligarles, el Doctor dice que la conexión de fluido de la TARDIS se está quedando sin mercurio (una mentira que después admite), obligando así a la tripulación a ir a la ciudad en busca de más mercurio.
Dentro de la ciudad, Barbara se separa de sus compañeros, y es, en el mítico cliffhanger del primer episodio, amenazada por una criatura fuera de la vista con un brazo metálico, la primera aparición de un Dalek. En poco tiempo, la tripulación entera es capturada por los Daleks. Eventualmente, Susan es enviada a recoger drogas antiradiación de la TARDIS, donde se encuentra con una segunda especie, los Thal, que están en guerra con los Daleks. Susan intenta conseguir la paz entre los dos grupos, y aunque parece funcionar, los Daleks acaban traicionando a los Thals abriendo fuego sobre ellos en lo que se suponía era un intercambio pacífico de comida. Los Daleks intentan usar las drogas antirradiación, pero descubren que son letales para los Daleks. Así, deciden bombardear la atmósfera con más radiación.
En el caos consiguiente, el Doctor y sus acompañantes escapan con los Thals, y aprenden su versión de la historia de su planeta. También aprenden que los Thals son pacifistas acérrimos. La tripulación no puede abandonar Skaro, ya que el enlace de fluido ha sido robado por los Daleks. Para salvarse de ellos, convencen a los Thals de la importancia de la agresión y la guerra, y logran liderar a los Thals en un genocidio exitoso contra los Daleks. Al final, se cree que la raza Dalek ha sido destruida cuando su fuente de energía es destruida. La tripulación de la TARDIS abandona Skaro, pero entonces una explosión les deja inconscientes.

### Continuidad
- Los enlaces de fluido llenos de mercurio de la consola de la TARDIS aparecen otra vez en historias posteriores, entre otras The Wheel in Space, escrita por el editor de guiones de The Daleks, David Whitaker.[1]
- Las drogas antirradiación siguen siendo necesarias para sobrevivir en la superficie del planeta Skaro, y esto se muestra otra vez en Destiny of the Daleks, la siguiente vez (cronológicamente) que el Doctor vuelve al planeta después de la guerra.[2]
- Los Thals vuelven a aparecer en Planet of the Daleks y Genesis of the Daleks.[3][4] En Destiny of the Daleks, parece que ellos han abandonado Skaro.[2]

### Daleks
- Esta historia marca la primera aparición de los Daleks. El escritor Terry Nation dijo en una ocasión que se le ocurrió el nombre tras ver el lomo de un volumen de enciclopedia con las siglas Dal-Lek. Sin embargo, admitió posteriormente que esto sólo fue una historia que se inventó para la prensa, y que en realidad simplemente se había inventado el nombre.[5]
- Aunque se establecieron aquí muchas partes de la mitología Dalek, otros muchos elementos de la continuidad se cambiaron retroactivamente con el paso de los años. El cambio más notable fue la naturaleza de la guerra con los Thals y la transformación de los Daleks. En esta historia, los Daleks mutaban como resultado directo de la guerra, y la especie anterior eran los Dals. Posteriormente, en Genesis of the Daleks, su mutación fue acelerada (pero no causada directamente) por las maquinaciones de Davros, su especie anterior eran los Kaleds, y la mutación marcó el final de la guerra con los Thals.[4]
- Esta historia fue también la única ocasión en que los Daleks dependían por motivos energéticos, de la electricidad estática de los suelos de su ciudad. En su siguiente aparición en The Dalek Invasion of Earth, habían encontrado una forma de esquivar esta restricción a través de pequeñas antenas parabólicas para recibir transmisiones de energía, y después a través del panel de energía que eran las rejillas alrededor de la sección intermedia (aunque se siguió mencionando ocasionalmente su dependencia por la electricidad estática en seriales futuros como The Power of the Daleks, y la trama de Death to the Daleks incorporó la explicación de que para moverse usaban telequinesis.[6][7][8]
- Similarmente, esta historia dice que los Daleks requieren radiación para sobrevivir (lo que les lleva a su intento de irradiar Skaro), historias posteriores, incluyendo la secuela inmediata, les muestran funcionando sin necesidad de una cantidad de radiación especial.[6]
- La famosa frase de los Daleks, "¡Exterminar!", se usa por primera vez en el cuarto episodio de la historia cuando el Doctor y sus acompañantes han escapado por un ascensor. Un Dalek ordena al otro: "No intentes capturarles, deben ser exterminados, ¿entiendes?, exterminados."

## Producción
| Episodio                            | Fecha de emisión        | Duración | Espectadores en millones | Estado en el archivo                     |
| ----------------------------------- | ----------------------- | -------- | ------------------------ | ---------------------------------------- |
| The Dead Planet (versión original)  | Nunca emitido           |          |                          | Sólo existen fotos y fragmentos de audio |
| The Dead Planet (versión remontada) | 21 de diciembre de 1963 | 24:22    | 6,9                      | Película de 16mm                         |
| The Survivors                       | 28 de diciembre de 1963 | 24:27    | 6,4                      | Película de 16mm                         |
| The Escape                          | 4 de enero de 1964      | 25:10    | 8,9                      | Película de 16mm                         |
| The Ambush                          | 11 de enero de 1964     | 25:10    | 9,9                      | Película de 16mm                         |
| The Expedition                      | 18 de enero de 1964     | 24:31    | 9,9                      | Película de 16mm                         |
| The Ordeal                          | 25 de enero de 1964     | 26:14    | 10,4                     | Película de 16mm                         |
| The Rescue                          | 1 de febrero de 1964    | 22:24    | 10,4                     | Película de 16mm                         |
| [ 9 ] [ 10 ] [ 11 ]                 |                         |          |                          |                                          |

### Preproducción
El editor de guiones, David Whitaker, encargó un serial de seis partes al escritor cómico Terry Nation, después de quedar impresionado por su trabajo en la serie de ciencia ficción Out of This World. Formalmente, se desarrolló bajo el título The Mutants el 31 de julio, y el plan original era emitirlo en cuarto lugar, después de Marco Polo. El diseñador asignado a este serial era un entonces desconocido Ridley Scott, después afamado director de cine. Sin embargo, problemas de agenda de Scott hicieron que fuera reemplazado por Raymond Cusick, que así recibió la tarea de hacer realidad las criaturas Dalek.

### Títulos alternativos
Durante la producción, el serial tuvo varios títulos de trabajo, como The Survivors y Beyond the Sun, antes de asentarse en The Mutants. Este título se usó en muchos papeles de la BBC durante alrededor de una década. En 1972, se produjo una historia de Doctor Who titulada The Mutants, también dirigida por Christopher Barry. Para evitar la confusión, surgieron dos títulos alternativos. The Dead Planet comenzó a usarse tras el especial del décimo aniversario de 1973 de Radio Times, que nombraba a todos los seriales por el título de sus respectivos primeros episodios. The Dead Planet fue utilizado en muchas guías licenciadas y revistas hasta 1980, cuando fue reemplazado por The Daleks, un título tomado de la novelización de la historia y de la adaptación cinematográfica, con ningún uso anterior. Este título se estableció mayoritariamente, y se utilizó para el libro del guion publicado por Titan Books en 1989, así como para los lanzamientos en VHS y DVD. Sin embargo, algunas guías de referencias aún se refieren al serial como The Mutants.

### Filmación
Según los comentarios del DVD de 2006, el primer episodio, The Dead Planet, se grabó dos veces, y esto fue confirmado en el libro de 2010 Wiped! Doctor Who's Missing Episodes, escrito por el experto en Doctor Who Richard Molesworth. La primera versión sufrió un problema técnico que provocó que se oyeran las voces de la gente entre bastidores. El nuevo montaje se hizo dos semanas antes de la emisión, y la ropa de Susan se cambió en la segunda versión. El único trozo sobreviviente de la emisión es el resumen al principio del segundo episodio, The Survivors, que muestra a Barbara amenazada por un Dalek. Esa escena se volvió a grabar cuando el episodio volvió a montarse. El segundo episodio, The Survivors, se grabó el 22 de noviembre de 1963. Minutos antes de empezar la grabación, el reparto y el equipo se enteraron del asesinato de John F. Kennedy, pero decidieron continuar la grabación.

## Versión cinematográfica
Este serial vio una adaptación libre al cine por Milton Subotsky en Dr. Who y los Daleks (1965) protagonizada por Peter Cushing como Dr. Who, Roberta Tovey como Susan, Roy Castle como Ian Chesterton y Jennie Linden como Barbara. Roberta Tovey es la hija del actor George Tovey, que después apareció en Doctor Who como el cazador furtivo de Pyramids of Mars (1973). La película no tenía relación con la novelización de The Daleks, que se tituló Doctor Who and the Daleks en su edición de 1973.

## Emisión y recepción
Sin ninguna duda, fue el serial de Doctor Who más famoso de los años sesenta, The Daleks era uno de los seriales de Doctor Who programados para ser destruidos por la BBC en los setenta. Sin embargo, en 1978, Ian Levine llegó a BBC Enterprises apenas unas horas antes de que todas las copias restantes de la historias fueran destruidas y logró salvarlas.
En 1999, durante una noche temática de BBC2, Doctor Who Night, el 13 de noviembre de 1999, presentada por Tom Baker, se emitió una edición especial del episodio 7, The Rescue, que incluía 5 minutos de metraje del episodio 6, y no sólo eso, sino que por un error cuando se realizaba la masterización tenía omitido un trozo del episodio 7. La emisión más reciente del serial en Reino Unido fue en BBC Four en tres bloques del 5 al 9 de abril de 2008, como parte de un homenaje a la vida y al trabajo de la productora Verity Lambert.
Christopher Bahn de The A.V. Club escribió que The Daleks es "bastante sólida, llena de acción con buen ritmo y algunas caracterizaciones sutiles interesantes, aunque empieza a perder ritmo alrededor del quinto episodio, con un largo viaje por pantanos y cavernas que hace que el argumento se ralentice mucho". En 2010, Charlie Anders de io9 listó el cliffhanger del primer episodio entre los mejores de la historia del programa.

## Lanzamientos en VHS, DVD y CD
- El serial se publicó dos veces en VHS. La primera en 1989, y después en 2001 remasterizado y con una carátula nueva (esta edición remasterizada sólo se publicó en Reino Unido y Australia).
- En 2006 volvió a remasterizarse para incluirla junto a An Unearthly Child y The Edge of Destruction en la colección de DVD Doctor Who: The Beginning. La música de este serial se publicó como parte de Doctor Who: Devils' Planets - The Music of Tristram Cary en 2003.